# Grote Prijs Raf Jonckheere 1997
De 47e editie van de Belgische wielerwedstrijd Grote Prijs Raf Jonckheere werd verreden op 28 juli 1997. De start en finish vonden plaats in Westrozebeke. De winnaar was Hans De Clercq, gevolgd door Eric De Clercq en Peter Spaenhoven.

## Uitslag
| Grote Prijs Raf Jonckheere 1997 |                  |                        |      |
| Plaats                          | Naam             | Ploeg                  | Tijd |
| Winnaar                         | Hans De Clercq   | Palmans-Lystex         |      |
| 2                               | Eric De Clercq   | Collstrop-Zeno Project |      |
| 3                               | Peter Spaenhoven | Palmans-Lystex         |      |

1951 · 1952 · 1953 · 1954 · 1955 · 1956 · 1957 · 1958 · 1959 · 1960 · 1961 · 1962 · 1963 · 1964 · 1965 · 1966 · 1967 · 1968 · 1969 · 1970 · 1971 · 1972 · 1973 · 1974 · 1975 · 1976 · 1977 · 1978 · 1979 · 1980 · 1981 · 1982 · 1983 · 1984 · 1985 · 1986 · 1987 · 1988 · 1989 · 1990 · 1991 · 1992 · 1993 · 1994 · 1995 · 1996 · 1997 · 1998 · 1999 · 2000 · 2001 · 2002 · 2003 · 2004 · 2005 · 2006 · 2007 · 2008 · 2009 · 2010 · 2011 · 2012 · 2013 · 2014 · 2015 · 2016 · 2017 · 2018 · 2019 · 2020 · 2021 · 2022